# آخرین روزهای شاد بودن
آخرین روزهای شاد بودن یک مجموعه تلویزیونی محصول سال ۱۳۸۰ به کارگردانی، نویسندگی و تهیه‌کنندگی حجت قاسم‌زاده اصل است که از شبکه سه سیما پخش شد.

## داستان
زنی به نام لیلا که با بیماری لاعلاج کودک ۸ ساله خود، دست به گریبان است. لیلا برای زنده ماندن و شاد بودن پسرش تلاش می‌کند. اما بیماری سخت فرزند و رفتارهای اطرافیان، باعث نافرجام ماندن تلاش‌های او می‌شود. خبر امیدوار کننده‌ای از یکی از روستاهای دور دست، مادر و فرزند را به آنجا می‌کشاند و این فرصتی است تا آن دو، در نوع نگاه خود نسبت به زندگی تجدید نظر کنند.

## بازیگران
- آزیتا حاجیان
- همایون ارشادی
- حمیده خیرآبادی
- هایده حائری
- محمد فیلی
- مهران احمدی
- نسرین نکیسا
- سهیل شه‌دوست
- نادر وحید
- پرستو کرمی
- محمد ربانی‌پور
- پارسا قاسم‌زاده اصل